# Aeroporto Internazionale di Kunming-Wujiaba
L’Aeroporto Internazionale di Kunming-Wujiaba era il principale aeroporto a servire la città di Kunming, la capitale della provincia cinese di Yunnan. Si trova a 4 chilometri a Sud-Est dalla città metropolitana di Kunming. Realizzato nel 1923, l'aeroporto ha subito numerosi rinnovamenti rendendolo più moderno fin quando in data 28 giugno 2012 venne chiuso. Era un hub principale per China Eastern Airlines, Kunming Airlines e Lucky Air. L'aeroporto è stato sostituito dal più recente Aeroporto Internazionale Kunming-Changshui. L'Aeroporto Wujiaba verrà demolito e il terreno verrà riqualificato.

## La storia

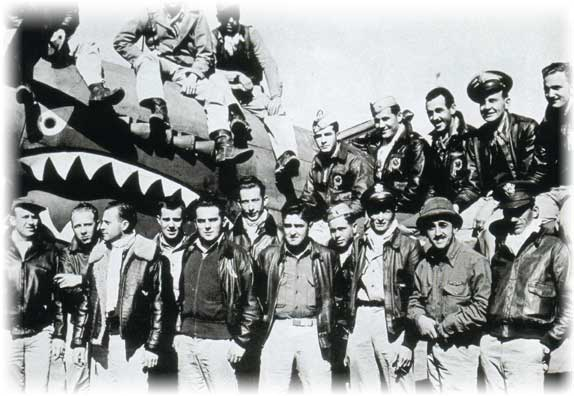
The "Flying Tigers", headquartered at Wujiaba Airport

Wujiaba è tra i più antichi aeroporti in tutta la Cina, con una storia che può essere tracciata fino agli inizi del secolo scorso. Quando l'aeroporto venne realizzato, esso era sotto la supervisione del generale in carica al tempo, il generale Tang Jiyao.
Durante la seconda guerra sino-giapponese, che iniziò prima del secondo conflitto mondiale, l'aeroporto venne aggiornato. Divenne la base delle leggendarie "Tigri Volanti", il primo gruppo americano di volontari (AVG) e della Zhōnghuá Mínguó Kōngjūn (la Forza Aerea della Repubblica di Cina), guidati da Claire Lee Chennault prima che gli Stati Uniti entrassero in guerra. Con l'entrata in guerra di questi ultimi nel dicembre del 1941, a partire dal 1942, l'aeroporto divenne la base di numerose unità della United States Army Air Forces (USAF).
La ATC (un'unità della USAF con l'obbiettivo di spedire i rifornimenti in zona di guerra oltreoceano) istituì un importante servizio di trasporto aereo all'aeroporto connettendosi al Chabua Airfield, India, con altre rotte tra l'Aeroporto Jiangbei, Cina, la Chengtu Air Base e l'Aeroporto di Banmaw, Burma. Dopo la fine del conflitto, nel 1945, venne inoltre aggiunta una rotta verso la Clark Air Base nelle Filippine. Così facendo la ATC riuscì a stabilire una rete di rotte su tutto il mondo.
L'associazione delle Tigre Volanti visitò l'aeroporto nell'ottobre del 1982 e di nuove nel settembre del 2005.

## Altre strutture
Mentre la China Yunnan Airlines operava ancora, il suo quartier generale si trovava all'aeroporto.

## Galleria d'immagini

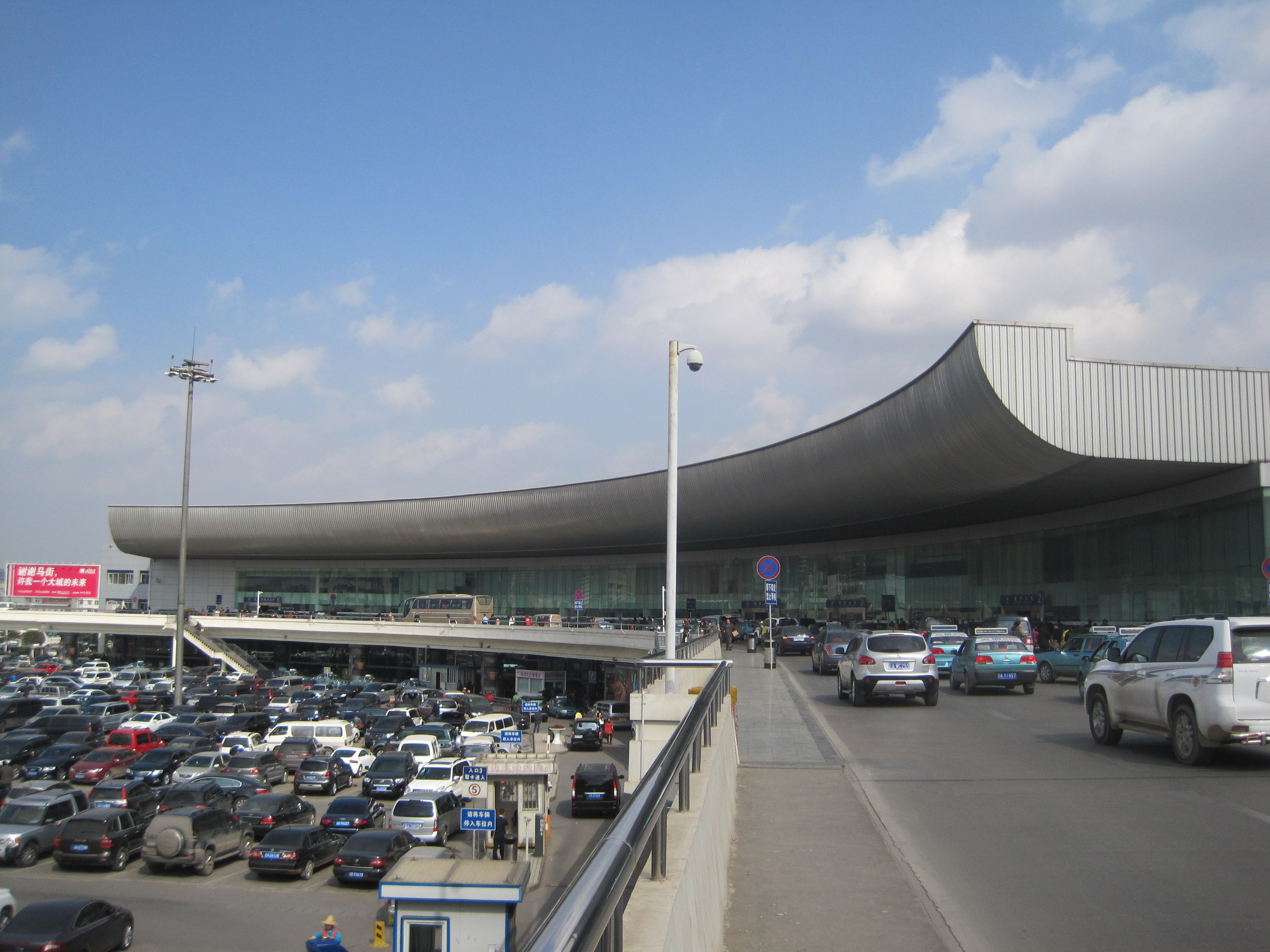
Edificio principale
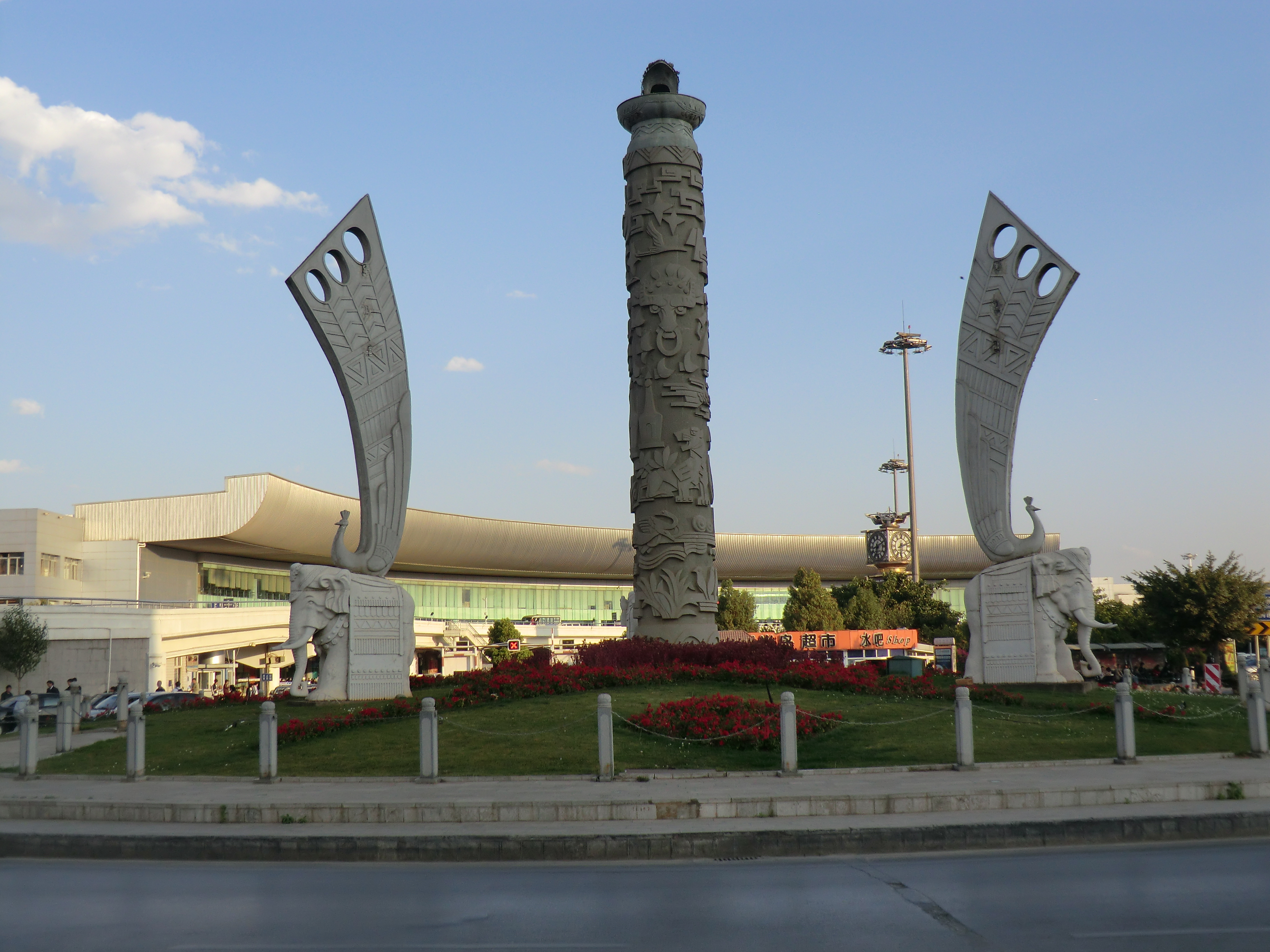
Facciata frontale
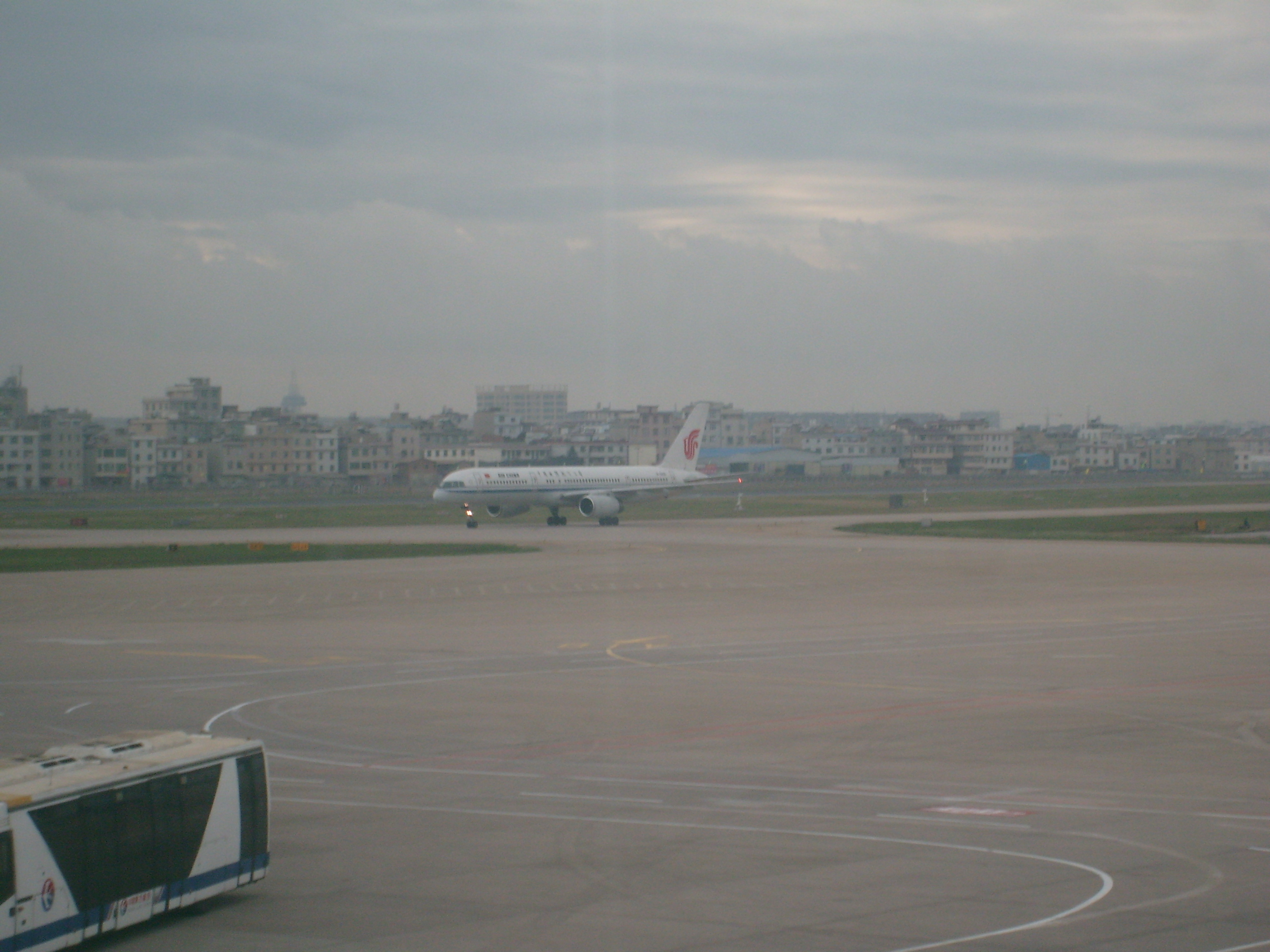
Pista